# 戰爭機器 (遊戲)
《戰爭機器》是Epic Games和微软游戏工作室於Xbox 360和電腦PC推出的第三人稱射擊遊戲。
《戰爭機器》將生存的恐怖融合到戰術動作中，並且提供極具深度的感人故事，讓玩家體驗到人類與獸族部落（從錫拉星深處鑽到表面的可怕生物）為了生存而展開的慘烈戰役。遊戲中，玩家必須帶領戰爭英雄馬可斯菲利及其隊員，獨自面對各種殘暴怪物的猛烈攻擊。
遊戲於2006年11月7日在北美正式發售，同日也在亞洲地區（日本除外）發售行貨版本；歐洲地區版本（德國除外）則在2006年11月17日開始發售；日本地區版本也在2007年1月18日發售。遊戲行貨版本分為普通版和限量鐵盒版：普通版包括遊戲磁碟片和海報；限量版則包括光碟、說明書、設定畫冊、制作花絮，包裝也改為銅盒外殼。
2015年8月25日，由The Coalition製作發售的該遊戲重製版《戰爭機器：究極版》公開發行，並加入原獨佔於PC的章節與多項新地圖和遊玩角色。

## 故事

### 背景
故事發生在一個被稱為錫拉（Sera）的行星上。數十年間，世界石油耗竭，幸好在科學家Helen Cooper的研發下，原被視為無用之物的一種流體物質「伊姆能源」（Imulsion）成為了石油的替代品。然而，大部份伊姆能源集中於少數國家，各國為了自身利益而互相結盟，不久後世界分成兩大陣營，一方是由較缺乏能源的國家所聯合而成的「Union of Independent Republics」（獨立共和國聯邦）簡稱UIR，另一邊則是由能源大國聯合而成的「Coalition of Ordered Government」（維安政府聯盟）簡稱COG。不久，雙方為了爭奪資源而爆發「鐘擺戰爭」(Pendulum War），雙方一路拉鋸，直到戰爭爆發後第77年，維安政府聯盟在艾斯方戰役（Aspho Fields）中獲得關鍵勝利，並於2年之後，戰爭第79年結束鐘擺戰爭。
鐘擺戰爭結束後6個星期「事變日」（Emergence Day，E-day）爆發，一群透過地底通道網路移動的獸族從地底出現，毫無防備的人類在26小時內(錫拉星一日為26小時)被消滅了四分之一的人口。獨立共和國聯邦隨即垮台只剩數小股勢力，而維安政府聯盟動員數以萬計的部隊與獸族交戰，但經過近一世紀的戰爭，人類用於內戰的輕武器已無法抵禦獸族的攻擊，維安政府兵敗如山倒；事變日後一年，獸族幾乎控制了整個Sera星上所有主要城市、軍事武器和製造中心。整個星球只剩下賈辛圖高原（Jacinto Plateau），其周遭的都市，與少數幾個其他地方的城市未被獸族拿下；其中賈辛圖高原之所以未被攻破，乃因其花崗岩層為獸族無法鑽破的，然而在高原中依舊留有從前人類的礦坑通道，為了以防萬一，維安政府封死所有通道並灌滿神經毒氣。
事變日後1年1個月，「Ostri」一戰中，維安政府大敗，進而決定藉由發射軌道雷射武器（黎明之鎚）毀滅賈辛圖高原以外的地方來消滅獸族，為了避免打草驚蛇，維安政府在發動攻擊前三天才發布消息，三天後所有進入賈辛圖高原的入口封閉，隨後黎明之鎚將整個表面燃燒一遍。
然而攻擊結束後，維安政府發現多數獸族早已逃往地底下而逃過一劫，無法抵達賈辛圖的人類部分成為了犧牲品，其他則因暫時躲到地底下而逃過一劫，倖存者從此痛恨維安政府入骨，決定自力救濟而成為（遊民）「Stranded」。
事變日後5年，維安政府在賈辛圖高原外的最後一個城市，蘭登市（Landown），遭到獸族圍攻，在獸族的迫擊砲日以繼夜的轟炸之下，蘭登市於不久後淪陷。維安政府一直到十年後才重新奪回這個城市，並以此做為地谷風暴作戰「Operation Hollow Storm」的起點。
事變日後10年，賈辛圖高原中地層較為脆弱的維安政府首都，「艾菲拉」（Ephyra），遭獸族成功地鑽破並侵略，起初維安政府節節敗退，但之後所有殘存部隊在「東柵軍校」（East Barricade Academy）集結並開始反攻，然而，當維安政府漸漸佔上風時，戰場上握有黎明之鎚定位器的人，馬可斯，為了救其父親而違背霍夫曼的軍令棄守崗位，雖然他有將定位器留下，但此定位器的瞄準鏡早已損壞因而無法使用，而新的瞄準鏡在馬可斯的身上匆忙間並未轉交，進而導致反攻失敗，守軍未能利用黎明之錘殲滅於法官大橋另一側集結的獸族部隊，艾菲拉淪陷，獸族得以進入賈辛圖高原，馬可斯也因違背軍令被判40年徒刑。
事變日後14年，維安政府擬定了一個能一口氣消滅獸族的計劃，光子炸彈作戰「Lightmass Offensive」，而為了這個計劃，他們需要全聯盟最能幹的戰士，因此，他們決定把牢中的馬可斯放出來....

### 劇情
劇情開始於馬可斯入監服刑的4年後，在監獄被他的朋友多姆拯救出來，並且加入了D小隊。長官霍夫曼上校授予D小隊的任務是，與A小隊的倖存者巴德、柯爾會合，並取得A小隊攜帶的位置共鳴器，這個共鳴器是用來探測地下洞穴並畫出獸族地底通道的地圖，接著發射光子飛彈來摧毀獸族的要塞。D小隊後來和A小隊會合並得到了這個共鳴器，但途中D小隊隊員安東尼．卡敏被狙殺而隊長金名揚被蘭姆大將軍一刀刺死。混亂中，他們得到遊民的幫助，於是馬可斯帶領D小隊順利穿過Sera行星的廢墟城市，最後乘車來到了一個採礦工廠，並且經由工廠到達了地底深處的礦坑。
D小隊成功的開啟共鳴器，但共鳴器並沒有成功繪製出整個地底通道的地圖，當他們無功而返，準備返回聯盟總部時，他們發現了一份獸族地底通道的地圖，然而其內容並不完整，為了取得完整地圖，他們決定到此地圖的訊號來源，東柵軍校，馬可斯的老家。之後他們所搭乘的直升機迫降在城市中，他們在馬可斯父親位於東柵軍校秘密實驗室中的電腦中，發現了一張完整的地圖，這張地圖顯示了整個獸族的通道以蜂窩式的結構蔓延了整個星球的地殼，並且比任何人預期的還要大，D小隊於是下載這份地圖並打算用此作為發射光子飛彈時所需的地圖。同時，裝了8顆光子炸彈的火車出發，但不幸地，獸族成功地搶下火車，把車上所有的軍人丟下火車，D小隊只能從火車即將路過的車站跳上車。D小隊開車盡快趕到城市中的車站，馬可斯與多姆接著跳上了載著光子炸彈的火車，而巴德和柯爾則沒有趕上。馬可斯和多姆最後殺死佔據光子列車的獸族蘭姆大將軍，成功的引發了光子飛彈，摧毀了獸族的通道網路。遊戲最終部份，由霍夫曼上校發表勝利的演說表示獸族的通道已經崩塌，戰爭也近於結束；同時獸族女王最後發言，發誓獸族仍然會持續發動攻擊。

## 用語解説
錫拉（Sera）
本故事發生的行星。與地球相當類似，但是在文化與生態系上有些微的不同。除了有人類與雞等與地球相同的生物居住，也存在著獸族與像是怪獸的生物。同時由於其陸地是以盤古大陸的形式存在，故各國均是陸軍重於海軍。也因此戰爭極易變成世界大戰。此外星球的名稱Sera是由希臘戰神阿瑞斯Ares倒寫而來，預示這顆星球終將戰火連天
伊姆能源（Imulsion）
在探勘石油的時候於地底偶然發現的金色液體。剛發現時並不被注目，但經由被稱為「光子提煉法」的技術可直接提煉出能源，礦藏豐富的國家進而一夜致富。如同上記，為導致世界大戰的主要原因。本來被認為對人體無害，但是近年來開始出現一些性質不穩定的傳聞(見戰爭機器二)。
鐘擺戰爭（Pendulum Wars）
人類為爭奪伊姆能源而爆發的大規模戰爭，戰爭如其名般持續了79年。馬可斯等人在年輕的時候也參加了戰役。
事變日（Emergence Day，簡稱 E-Day）
故事開始之前14年獸族開始大舉進攻人類之日。簡稱為「E-Day」。
賈辛圖高原（Jacinto Plateau）
位於堅硬花崗岩岩盤上的高原，是全星球上獸族唯一無法鑿穿的地方。雖然獸族無法鑽破主要岩盤，但隨著時間流逝，他們開始有辦法鑽破高原中岩層較脆弱的地方。
COG
維安政府聯盟（Coalition of Ordered Governments）的簡稱。
創立當初是一個以「秩序，勤勉，潔白，勞動，名譽，信念，謙遜」為信條的社會主義團體，但隨著戰爭的進行而政黨化，其市民權因實施戒嚴令而受到限制。
另外，"Cog"在英語中也代表「齒輪」的意思。實際上COG的符號與賈辛圖高原的建築物中常可以看到以齒輪為基調的設計。
戰士（原文為Gear（s）)
COG軍隊的通稱。特徵是穿著類似重裝甲，相當厚重的戰鬥服。
獸族（Locust Horde）
住在錫拉星地殼下無數的隧道之內，被認為是原生種族的突變種或是外星人。多數具有令人聯想到爬蟲類的堅硬白色皮膚（也有例外）。
操縱著特有的生物武器，拿著與人類類似的武器，從地底竄出攻擊人類。存在著各式各樣的種族，唯一的共同點都是討厭光線。另外，不知為何會講人類的語言。人類將這種謎樣的地底生物稱之為“Locust（獸族）”，而牠們也稱人類為“Ground Walker（地表行者）”。
另外，"Locust:的本意為「蝗蟲」。
黎明之鎚（Hammer of Dawn）
原為獨立共和聯邦（UIR）研發中的武器，在艾斯方戰役中被維安政府聯盟竊取，隨後由主角馬可斯的父親，亞當菲利研發完成的軌道衛星發射光束的兵器，使用伊姆能源填充。是當年結束鐘擺戰爭的關鍵；事變日之後，人類用此武器將賈辛圖高原以外的地方破壞殆盡。
難民（Stranded）
殘存於被黎明之鎚燒毀都市內的居民。對於不明就裡就燒燬自己家園的COG恨之入骨。
另外"Stranded"的本意為「遊民」。（難民的英文為"Refugee"）。
地洞（Emergence Hole）
獸族於攻擊時在地面所開的大洞。可用手榴彈等物品將其堵塞。
光子炸彈（Lightmass Bomb）
使用伊姆能源的COG大規模殺傷性武器。本作的遊戲目的就是利用光子炸彈攻擊獸族地底的據點，為此必須要使用超音波共鳴器來獲得地底下的地形圖。
超音波共鳴器（Sonic Resonator）
發出連岩石都可以震碎的強力音波以探查地底正確構造的裝置，啟動後須馬上離開。
光子炸彈作戰（Lightmass Offensive）
如同前述使用光子炸彈來殲滅獸族的作戰。本次的故事所執行的任務。

## 遊戲操作
《戰爭機器》是繼惡靈古堡4之後，第二個第三人稱射擊遊戲（TPS），也是將此類遊戲發揚光大的功臣。與大部份的射擊遊戲不同，在《戰爭機器》中，畫面中央在一般的時候不會有準星，此時玩家只可以按感覺進行盲射，但角色可以快速跑動；而當按下Xbox 360控制器的左板機時，畫面就會放大，中央並出現準星，但此時角色只可以緩慢移動。
生命值部分，《戰爭機器》取消了大部份射擊遊戲所必然存在的血條和醫藥包，而以《最後一戰》的裝甲值自動回復系統取而代之。過往的固定彈藥資訊也消失了，造成了接近電影的感覺，也取消了歷來在FPS遊戲都擁有的“跳躍”鍵（據稱是因為這是違反物理的）。在單人模式下，當玩家被擊中時，屏幕上會慢慢地顯現出現紅色的骷髏頭骨影像，當頭體成整顯現時，角色就會死亡，但若自己的隊友被擊倒的話，玩家可以到其所在位置將其救起；而在線上模式時，任何玩家被擊倒時，隊友可將其救醒，但是敵人也可以在這種情況加一腳將其徹底消滅。
而在掩護部分，《戰爭機器》中的玩家可以按下控制器的A鍵（電腦PC版預設為空白鍵），來利用矮牆、汽車、箱子等障礙進行自我掩護，在掩護狀態下，玩家可以進行無準星盲射，也可以按左板機進行有準星的精準射擊，但精準射擊會將自己的頭部暴露在敵人的槍口下。在掩護模式下，玩家可以再按A鍵來進行突進、橫跳、更換掩體等戰術動作。而在沒有接近掩體時，按一下A鍵的功能是滾跳、爬上高處，按著不放是跑步突進。

## 人物

### 維安政府聯盟
維安政府聯盟（Coalition of Ordered Governments，COG）在鐘擺戰爭開始前不久由社會主義者Alexiy Desipich所創立，這個聯盟由八個信條所組成：秩序、勤勉、純淨、勞動、榮譽、忠誠、信用和謙遜。為了爭奪伊姆能源與獨立共和國聯邦開戰，戰爭經過79年後獲得勝利，但六個星期後，獸族出現，並與其開始了全新的戰爭。

#### D小隊
遊戲中玩家圍繞著D小隊（Delta Squad）進行，在遊戲前期，數個角色加入D小隊，或是在戰場上陣亡，最後D小隊和A小隊（Alpha Squad）會合。
馬可斯·菲利（Marcus Fenix）
本為維安政府聯盟軍官，在長達79年的鐘擺戰爭中最關鍵的戰役，艾斯方戰役中立下大功，而獲得聯盟最高榮譽勳章「安柏利之星」的戰爭英雄，深受霍夫曼上校器重。然而在獸族戰爭第10年的艾菲拉戰役時，為了拯救身陷東柵軍校的父親而違抗軍令，導致維安政府聯盟的反攻失敗，隨後遭軍事法院判處死刑，但有鑑於其在鐘擺戰爭的貢獻再加上好友多姆求情下改為40年有期徒刑；入獄4年後維安政府為了執行光子炸彈作戰而把大量囚犯放出已遭獸族破壞殆盡的監獄，但當中並沒有馬可斯，最後是由多姆和安卡敏冒著違背命令的危險釋放馬可斯，讓馬可斯加入這場賭上人類存亡的作戰行動。
多姆·聖地牙哥（Dominic Santiago）
維安政府聯盟中的一員，馬可斯的好友，其死於艾斯方戰役的哥哥卡洛斯·聖地牙哥（Carlos Santiago）是馬可斯的心靈支柱，也是唯一能使馬可斯開懷大笑的人。兄弟兩與馬可斯一同參加艾斯方戰役，之後多姆並替他哥哥代領安柏利之星勳章。其兩個孩子（一男一女）於事變日時遇害，在一代一開始抱著違背命令的危險把馬可斯從監獄帶出來，是個頂天立地的男子漢，也是馬可斯的好夥伴。
金名揚（Minh Young Kim）
維安政府聯盟的一員，官階為少尉，D小隊的隊長（死後由馬可斯接任），為掩護D小隊的部下們撤退，在戰場上遭蘭姆將軍刺殺，光榮犧牲。在戰爭機器2的多人對戰模式中以隱藏角色的身分供玩家操縱。在戰爭機器3的番外篇「蘭姆將軍的暗影」中擔任K小隊的隊長。
安東尼·卡敏（Anthony Carmine）
簡稱安卡敏，維安政府聯盟的一般士兵，卡敏家族的老二，在軍校時被當選為最容易中彈的人，非常崇拜馬可斯。曾與多姆一同前往監獄釋放馬可斯，並與馬可斯等人奮力抵抗獸族，在沒注意的情況下遭獸族狙擊手射殺，雖與馬可斯等人相處時間並不長，但馬可斯也為卡敏的死感到悲傷。在戰爭機器2中，也是以隱藏角色的身分供玩家操縱。
奧古斯都·柯爾（Augustus Cole）
維安政府聯盟之精銳戰士，人稱「火車頭柯爾」，因為他原本是知名連擊球球隊「美洲豹隊」明星，馬可斯、多姆等人都是其球迷。本是A小隊的隊員，後來獨力與獸兵奮戰時被D小隊發現，雙方合流，使剛失去卡敏的D小隊，增加不少戰力。
戴蒙·巴德（Damon Baird）
維安政府聯盟中的一員，個性非常高傲，軍銜是中尉也是A小隊的隊長。非常熟悉機器，號稱只要有材料，就可把任何機械修好。

#### 其他維安政府聯盟成員
安雅·史卓德（Anya Stroud）
她是遊戲中唯一的女性，僅在遊戲中露過兩次面，她負責操作D小隊在任務中遇到的各種機械及授予他們各項任務情報和指示。
維克多·霍夫曼（Victor Hoffman）
維安政府聯盟上校，雖然看起來是個很普通的老人，實際上身體卻是不會輸給年輕人。本來非常看重馬可斯，但在其違抗軍令導致COG進攻失利後對其產生厭惡。馬可斯在光子炸彈作戰為維安政府聯盟立下大功後，重新得到了霍夫曼的肯定與信賴。
羅哈斯（Jan Rojas）
A小隊成員，有一個剛滿兩歲的兒子，後為獸族所殺。

### 獸族
獸族（Locust Horde）是一群由不同種類的生物組成的集合體，獸族居住在Sera星球的地底。直到「事變日」，他們以龐大的武力和驚人的數量襲擊了人類世界，獸族的最終目標是殲滅所有在星球上的人類，獸族生活在一個稱為Hollow的地下網路。獸族的命名來源源自他們的攻擊性和暴力的獸性，如同野獸般的摧毀一切阻擋在他們道路上的事物，而且獸族的名字，也普遍被他們所接受。馬可斯的團隊發現他們的地下通道網路比任何人預期的還要大。
蘭姆將軍（General RAAM）
獸族的最高將領，聰明異常，事變日即為他所策劃，金名揚就是慘死在其刀下。率領獸族佔領了光子列車，企圖阻止馬可斯發射光子飛彈，最後馬可斯和多姆還是不負眾望，將蘭姆將軍殺死，成功發射了光子飛彈，也為長官金名揚報了仇。
米拉女王（Queen Myrrah）
獸族的最高領導者，是一位相當神祕的人物，擁有近似於人類的說話聲音。原版中沒有在遊戲中露過面，於究極版露面。僅有在蘭姆將軍初次登場及結局時發言，最後誓言獸族將戰至最後。

### 遊民
遊民（Stranded）是指一群不在維安政府聯盟控制之下的難民，主要居住在被維安政府聯盟棄守的城市廢墟中，並在各處建立了大大小小許多居住地和據點，抵抗著獸族的侵擾。破敗的居住環境，加上還要防範獸族和夜晚出現的夜行蝠，使他們過著提心吊膽的生活。
法蘭克林（Franklin Tsoko）
遊民的首領，領導著城市中的遊民與獸族對抗。擁有一輛破舊的裝甲車，曾欠多姆一份人情，後來因此將裝甲車送給D小隊使用。

## 獸族兵種
獸兵（Drones）
最基本的獸族士兵，裝備簡陋。會使用簡單的戰術，並使用雷爆突擊步槍、騎兵突擊步槍或左輪手槍。
獸族機槍兵
獸兵的分支，負責操作三獸砲的獸兵，和獸兵不同處在於頭上戴了堅硬的頭盔以防止被敵方狙擊手狙擊。
獸族狙擊手（Sniper）
裝備和獸兵無異，但多了一副夜視眼鏡，主要任務是使用狙擊槍狙擊敵人。
獸族擲彈兵（Grenadier）
沒穿盔甲，使用霰彈槍，並會投擲手榴彈。
獸族精銳擲彈兵
跟獸族擲彈兵比起來，他的肉搏攻擊力更強，還有穿戴肩甲，配備暴雷突擊步槍和納許霰彈槍及布塔克左輪手槍
獸族護衛兵（Theron Guard）
護衛隊是獸族的精銳，配備機械弓、騎兵突擊步槍或者是霰彈槍，帶有合金面罩，還有左輪手槍作為備用武器。
獸族哨兵
武器跟護衛兵沒什麼兩樣，只是戴個不一樣的面具而已，但是比獸族護衛兵更強大且聰明。
獸族火砲兵（Boomer）
使用榴彈發射器，高大、強壯、耐打、行動緩慢、火力強大，他們可以硬生生被一整個彈夾的騎兵突擊步槍子彈擊中也不吭氣。在特定時刻，火砲兵有時還會攜帶一種特殊的破城槌，裡面裝滿了炸藥，可以輕易的攻入任何大門中，並且摧毀掉擋路的障礙物（也會殺死使用該槌的火砲兵本身）。對付該兵種的最好武器是黎明之槌、機械弓、狙擊槍，或是他們掉落的火砲等威力強大的武器。
狂暴女獸人（Berserker）
血統是雌性。力氣極大，可以輕易擊毀牆壁或柱子，聽覺和嗅覺很好，但視覺奇差，因此會先沿著氣味來摸索接近獵物，接著會朝任何可疑的聲音來源衝撞。擁有有極端堅硬的外皮，使用普通武器攻擊對其無效，唯有黎明之鎚及火焰槍能暫時燒熔她的外皮，只有在這段時間內普通武器才能對他造成傷害，也可以使用黎明之鎚直接將其擊斃。

## 獸族載具
掠奪者（Reaver）
獸族的飛行載具，可快速飛行。裝有一挺三獸砲，並搭載一名駕駛員和使用其他武器的攻擊手。
巨龍獸（Brumak）
巨大的怪獸，經獸族改造後的生物，原為生活在地谷的猿類生物，雙臂和背上都帶有威力大的武器，需要有一名駕駛手控制。

## 武器
史納制式手槍（Snub Pistol）
最基本的武器，半自動射擊，單發攻擊力不高，但是命中率高，而且可以使用狙擊瞄準射擊。
波塔克左輪手槍（Boltok Revolver）
發射麥格農螺旋子弹的手槍，單發威力高，甚至可以將一般獸兵一擊打死，命中率也高，同樣可以使用狙擊瞄準射擊，但是彈藥攜帶量較少，並且連射性差。
騎兵突擊步槍（Lancer Assault Rifle）
俗稱鏈鋸槍（Chainsaw Rifle），聯合政府軍隊士兵的標準配備武器，是戰爭機器中具代表性的武器。連射性高，槍身前底部設計了機動碳纖鏈鋸，可以當作近距離武器使用，被鏈鋸砍殺不分遊戲模式都是一擊必殺無法被同伴喚醒，不過鏈鋸無法攻擊大型生物、獸族火砲兵以及蘭姆將軍和狂暴女獸人。
雷爆突擊步槍（Hammerburst）
獸族士兵的標準配備武器；遊戲中最常見的武器，發射方式是採三發點放式，單發攻擊力比騎兵突擊步槍高，但是發射時的後座力相對的也比較高。
納許霰彈槍（Gnasher Shotgun）
為近距離最強的武器，全彈命中可以一擊必殺，多人模式時甚至可以直接打爆敵人的身體而無法被隊友喚醒，但在一定距離以上射擊敵人則幾乎沒有效果。
榴彈發射器（Boomshot）
推進榴彈砲，獸人火炮兵的標準配備武器，單發火力最強的武器，發射出去的榴彈是採拋物線飛行，撞到地形會反彈爆炸。
狙擊槍（Longshot Sniper Rifle）
遠距離戰專用武器，可以使用狙擊模式攻擊遠距離的敵人，重裝型步兵以外的敵人只要被打到頭部都是一擊必殺無法喚醒。
機械弓（Torque Bow）
獸族護衛兵的標準配備武器，使用馬達拉弓，射出含有伊姆能源的高爆弓箭，只要一直作拉弓動作，弓的力量可以大到射穿敵人，擊中的話通常可以一擊必殺無法喚醒。另外使用機械弓敲擊敵人造成的傷害會比一般武器大。
黎明之鎚（Hammer of Dawn）
獨立共和國聯邦開發的武器，藉由黎明之鎚射出一條導引雷射，然後天空中的聯合軍事衛星會對雷射照準點發射軌跡粒子砲，有著超強的破壞力，但是使用限制很多，首先，必須要衛星正好運行到該區域上空才能使用，再者，黎明之鎚在室內也無法發揮任何的作用。
破片手榴彈（Frag Grenade）
獸族擲彈兵的標準配備武器，類似狼牙棒形狀的特殊手榴彈，利用旋轉離心力將手榴彈投擲出去引爆目標，另外在近戰時還可以將手榴彈插到敵人的身上引爆。
煙霧彈（Bolo Grenade）
多人模式專用武器，雙方陣營一開始只會配備此種煙霧彈，同樣利用旋轉離心力將煙霧彈投擲出去，在一定範圍內產生大量阻礙視線的煙霧，可以躲避狙擊，或是接近敵人攻擊，但沒有殺傷力。

## 花絮

### Cole的手臂
在原來的設定中，黑人角色Augustus Cole本來是和其他主角一樣，是戴了護臂裝甲的；但是Cole配音者Lester Speight的粗壯手臂卻使製作人員改變了主意。順帶一提，在多人模式下使用Cole Train進行遊戲並滾跳時，會出現呼呼的特殊音效，而使用其他角色時是沒有的。

### 遊戲設計的細節
1. 當玩家被敵人擊中，畫面中出現圖形頭骨時，頭骨反而可被用作盲射的準星使用，為被攻擊者製造反擊的機會；
2. 在迎面接敵時，可以通過正面觀察得知敵人所用的武器，例如看見武器上的藍色點可以知道是狙擊槍、看見黃光就是機械弓；
3. 即使敵人在矮牆掩護的情況下，玩家也可以通過觀察露出的一點點身體，辯認出對方是敵是友。

## 評價
| 汇总媒体     | 得分 | 得分 |
| 汇总媒体     | X360 | PC   |
| ------------ | ---- | ---- |
| GameRankings | 94%  | 87%  |

| 媒体          | 得分   | 得分   |
| 媒体          | X360   | PC     |
| ------------- | ------ | ------ |
| 1UP.com       | A+     | B-     |
| Eurogamer     | 8/10   | 9/10   |
| Game Informer | 9.5/10 |        |
| GamePro       | 4.75/5 |        |
| GamesRadar+   | 10/10  |        |
| GameSpot      | 9.6/10 | 9.0/10 |
| GameSpy       | 5/5    | 4.5/5  |
| GameTrailers  | 8.8/10 |        |
| IGN           | 9.4/10 | 8.7/10 |
| M! Games      | 95%    | 86%    |
| 官方Xbox杂志  | 10/10  |        |

在遊戲正式發售前，《戰爭機器》在E3展已經獲得多個獎項。根據微软游戏工作室的副總裁Shane Kim，《戰爭機器》的預購銷售量在他們的歷史裡，僅次於《最後一戰2》。《戰爭機器》也是第一個在日本銷售量達到前10的Xbox遊戲。《戰爭機器》在各大評論媒體間，獲得了壓倒性的高分。
釋出第一天，《戰爭機器》成為Xbox Live上最受歡迎的連線遊戲，超越已經佔有第一名兩年的《最後一戰2》。經過了僅僅10個星期的銷售，《戰爭機器》已經賣出超過300萬套。
戰爭機器榮獲許多獎項：
| - IGN Best of 2006： - Xbox 360 Game of the Year - Best Action Game - Best Xbox 360 Action Game - Best Graphics Technology - Best Graphics Technology for Xbox 360 - Best Developer for Xbox 360 (Epic Games) - 2006 Spike TV Video Game Awards： - Best Multiplayer Game - Best Shooter - Best Graphics - Best Studio (Epic Games) - D.I.C.E 07： - Overall Game of the Year - Console Game of the Year - Outstanding Achievement in Animation - Outstanding Achievement in Art Direction - Outstanding Character Performance - Male - Outstanding Achievement in Online Game Play - Outstanding Achievement in Visual Engineering - Action/Adventure Game of the Year - Interactive Entertainment Association of Australia： - Samsung Xbox 360 Game of the Year - GameSpot AU Editor's Choice Award - GAME 1 Ultimate Game of the Year - G-Phoria 07 - Best Action - Best New Character（馬可斯） - Best Multiplayer - Best Voiceover（The Mighty Rasta配音柯爾） - Best Graphics - Game of the Year | - GameSpot's Best and Worst of 2006 - Game of the Year - Fyo's choice award - Best Xbox 360 Game - Best Graphics, Technical - Best New Character (s)（Delta Squad） - Best Multiplayer Game - Best Shooter - 官方Xbox雜誌 - Xbox 360 Game of the Year - Developer of the Year (Epic Games) - Enemy of the Year (Berserkers) - Best Studio (Epic Games) - 2006 Interactive Achievement Awards： - Game of the Year - Animation - Character Performance Male - Console Game of the Year - Console Action/Adventure - Golden Joystick Awards 2007 - Ultimate Game of the Year 2007 - Nuts All-Nighter - Editor's Choice - Sonopress Xbox Game of the Year 2007 |  |

## 未來發展
- 《戰爭機器2》（XBOX360版）於2008年11月7日全球發售。（德國和日本除外）
- 《戰爭機器3》（XBOX360版）已於2011年秋季發售。
- 《戰爭機器：審判》（XBOX360版）已於2013年春季發售。
- 《戰爭機器4》（XBOX ONE版）已於2016年秋季發售。
- 《戰爭機器5》（XBOX ONE版）已於2019年秋季發售。

## 外部連結
- Gears of War官方網站
- Gears of War Epic Games討論區 （页面存档备份，存于）